# Manuel Vásquez Valera
Manuel Alejandro Vásquez Valera (Pucallpa, 4 de marzo de 1947) es un profesor y político peruano. Fue congresista de la república  durante el periodo 2000-2001 y alcalde de la provincia de Coronel Portillo en dos periodos. 

## Biografía
Nació en la ciudad de Pucallpa, ubicado en el Departamento de Ucayali, el 4 de marzo de 1947. Es hermano del exgobernador de Loreto, Yván Vásquez Valera
Cursó sus estudios primarios y secundarios en su ciudad natal. Cursó estudios técnicos de educación, entre 2002 y 2006 cursó la maestría en educación en la Universidad Nacional Mayor de San Marcos y, entre 2008 y 2009, cursó el doctorado en educación en la misma casa de estudios.

## Carrera política
Fue uno de los participante del primer Pucallpazo, manifestación en reclamo de mejoras de la calidad de vida de la población. Luego se integró a Izquierda Unida y participó en las elecciones parlamentarias de 1980 como candidato a la Cámara de Diputados por el Departamento de Loreto sin éxito.

### Alcalde de Coronel Portillo
Fue elegido como alcalde de la provincia de Coronel Portillo en las elecciones municipales de 1980 y reelegido en 1983. Tentó sin éxito su reelección como alcalde en las elecciones municipales de 1998.

### Congresista de la República
En las elecciones parlamentarias del año 2000, se integró al Frente Independiente Moralizador de Fernando Olivera y postuló al Congreso de la República donde luego resultó elegido como congresista de la república para el periodo parlamentario 2000-2005. Sin embargo, su mandato se vio interrumpido por la caída del gobierno de Alberto Fujimori y durante el periodo formó parte de la oposición al régimen dictatorial.
Intentó ser reelegido en las elecciones parlamentarias del 2001 sin éxito. Luego, participó en las elecciones regionales del 2006 como candidato al Gobierno Regional de Ucayali por el Partido Nacionalista Peruano y en las elecciones regionales del 2010 por el movimiento Compromiso Ucayalino, en ambas ocasiones sin éxito. Durante su campaña como candidato en las elecciones del 2010 participó en la huelga de las elecciones regionales de Ucayali de 2010.
Fue luego nombrado como director de la Dirección Regional de Educación del Gobierno Regional de Ucayali en 2017.